# Comtat de Lääne-Viru
El comtat de Lääne-Viru  (estonià  Lääne-Virumaa) és un dels comtats en què es divideix Estònia. La capital és Rakvere. El 2021 tenia 58.709 habitants.

## Govern del comtat
El govern del comtat (estonià: Maakonnavalitsus) és dirigit per un governador (estonià: maavanem), qui és nomenat pel govern d'Estònia per un termini de cinc anys.

## Municipis
El comtat se sotsdivideix en municipis. N'hi ha un d'urbà (estonià: linn - ciutat) i set de rurals (estonià: vallad - comunes).

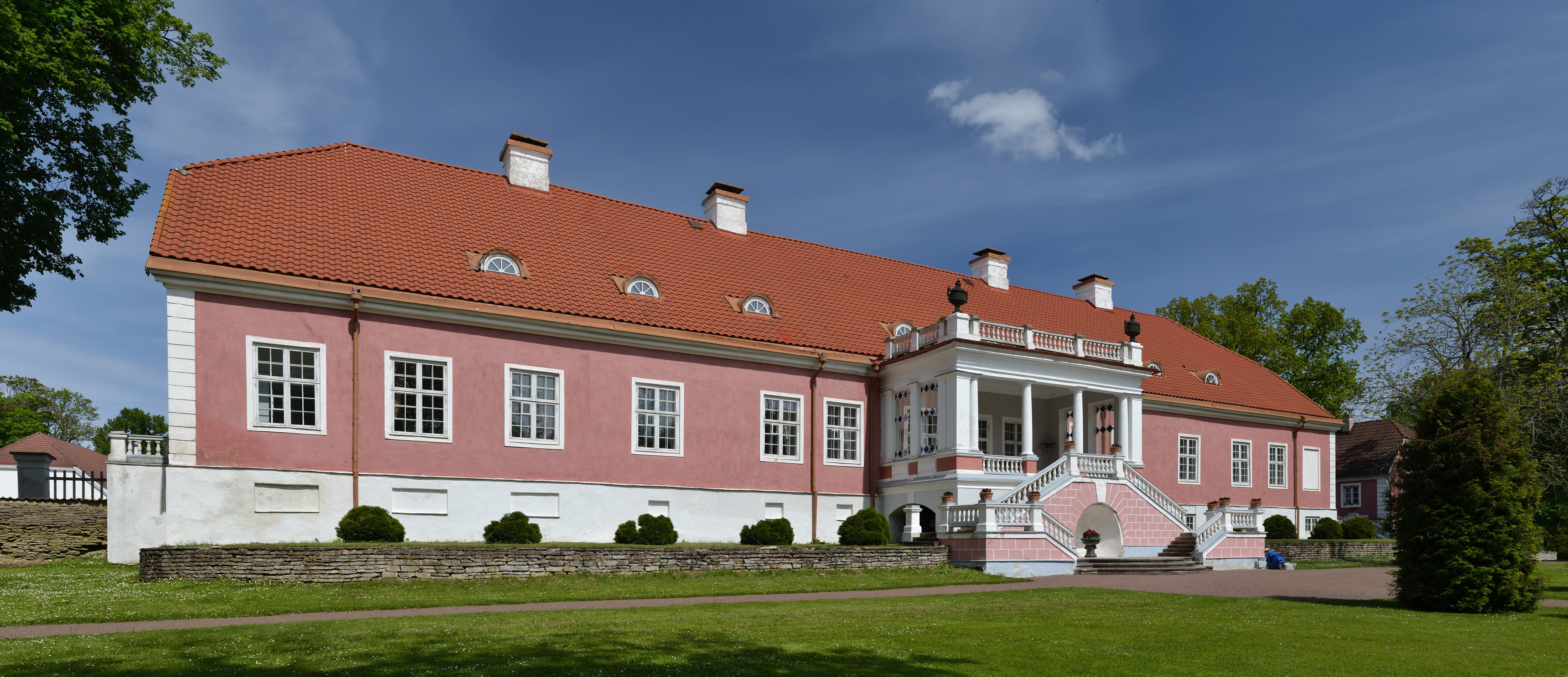
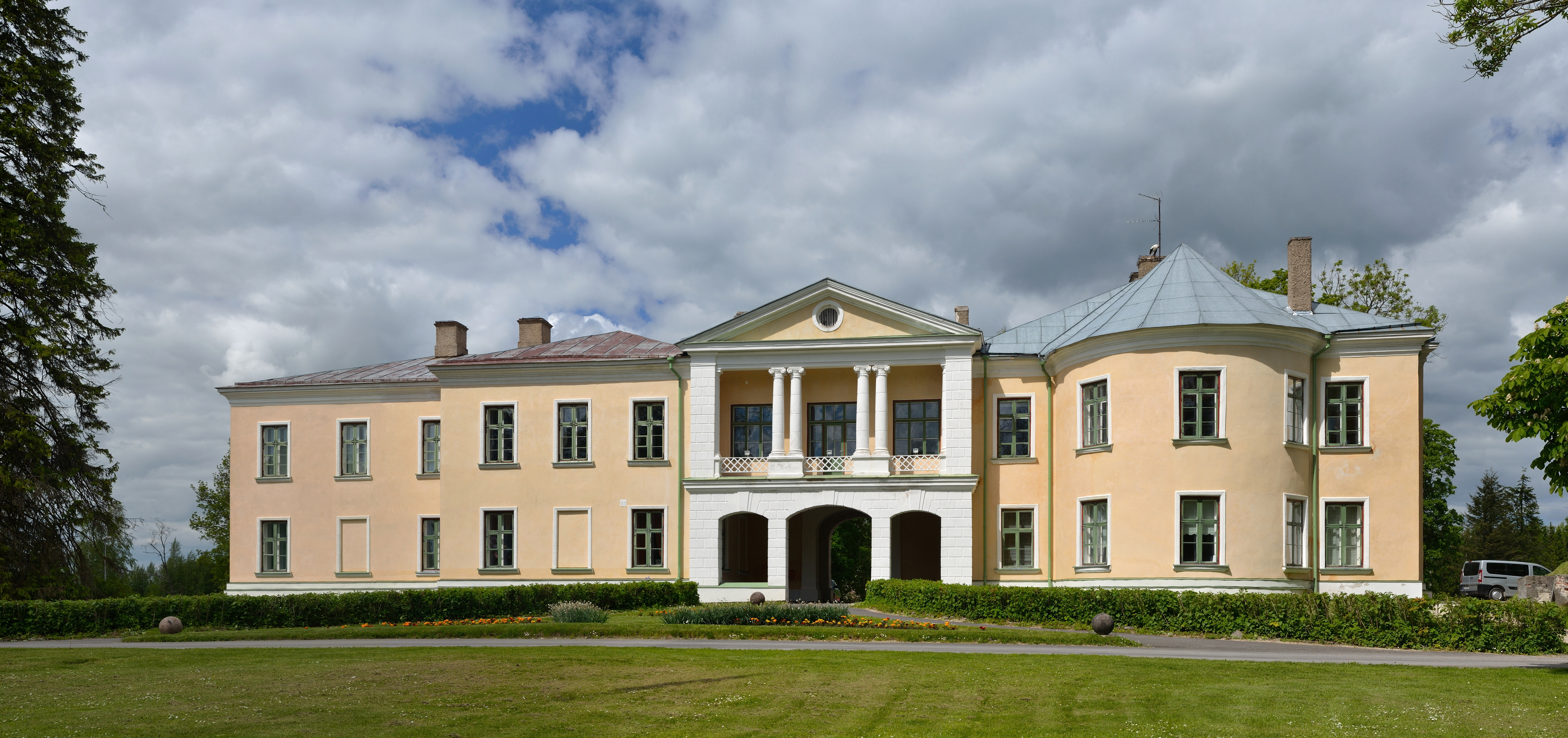
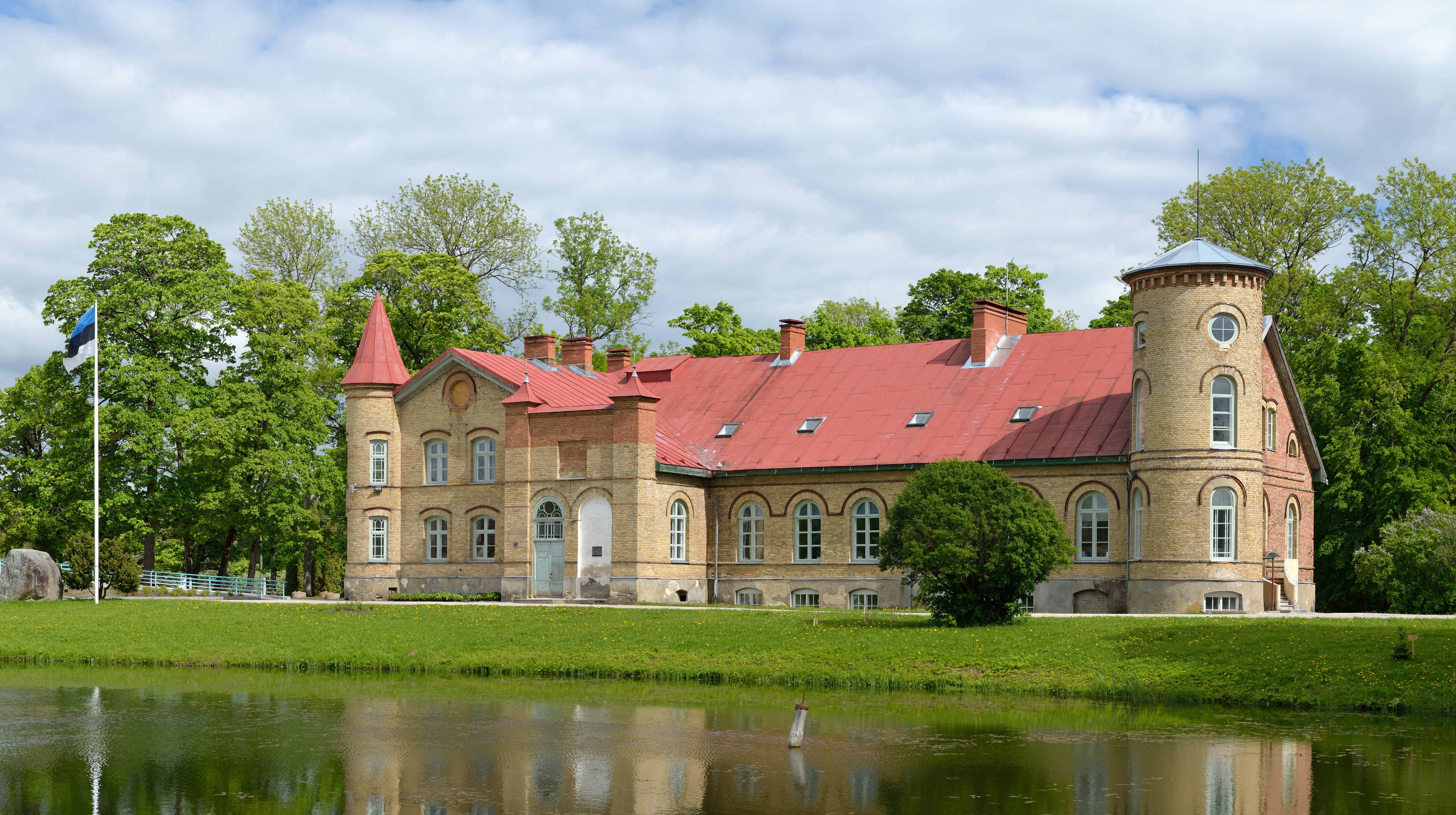
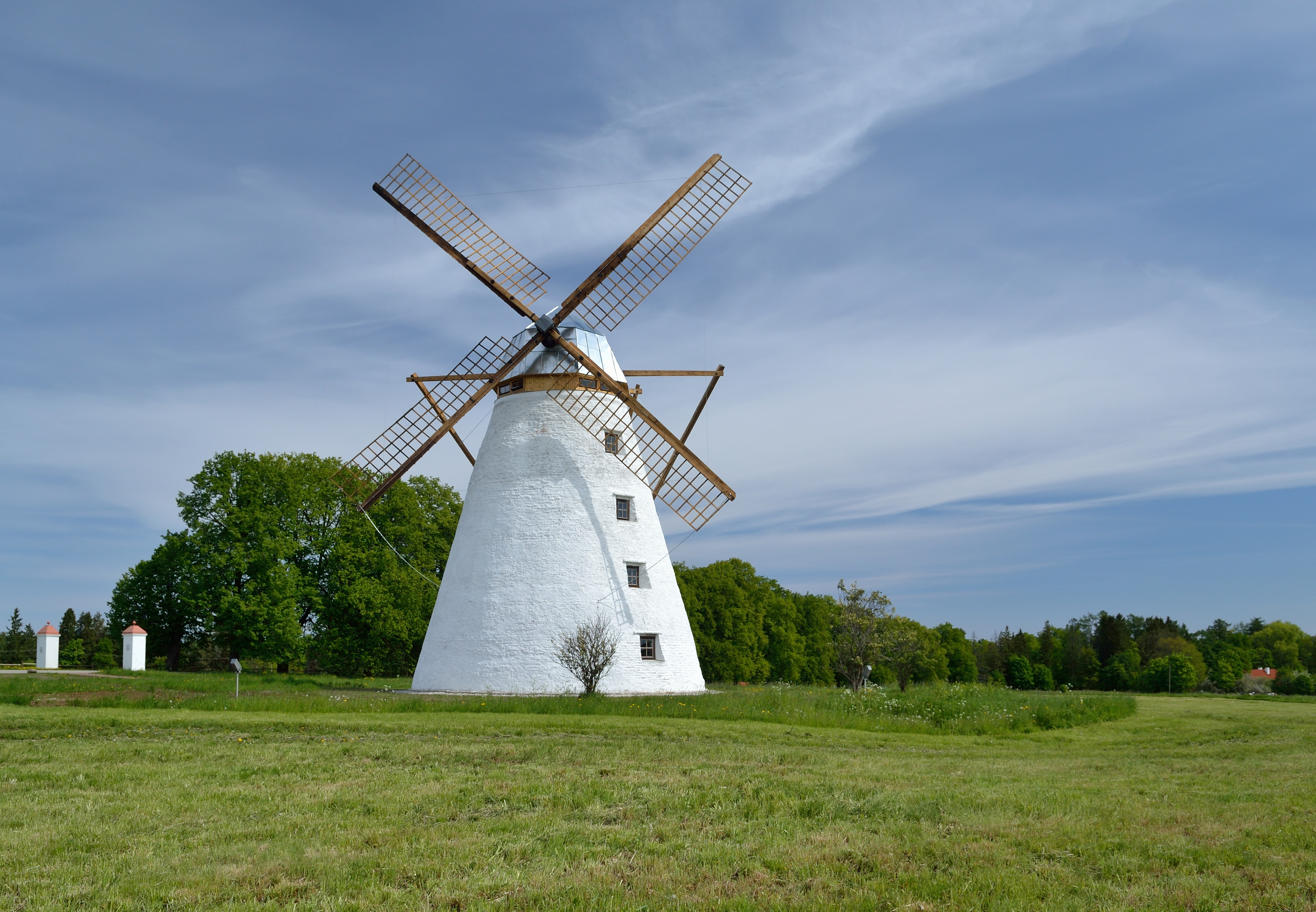
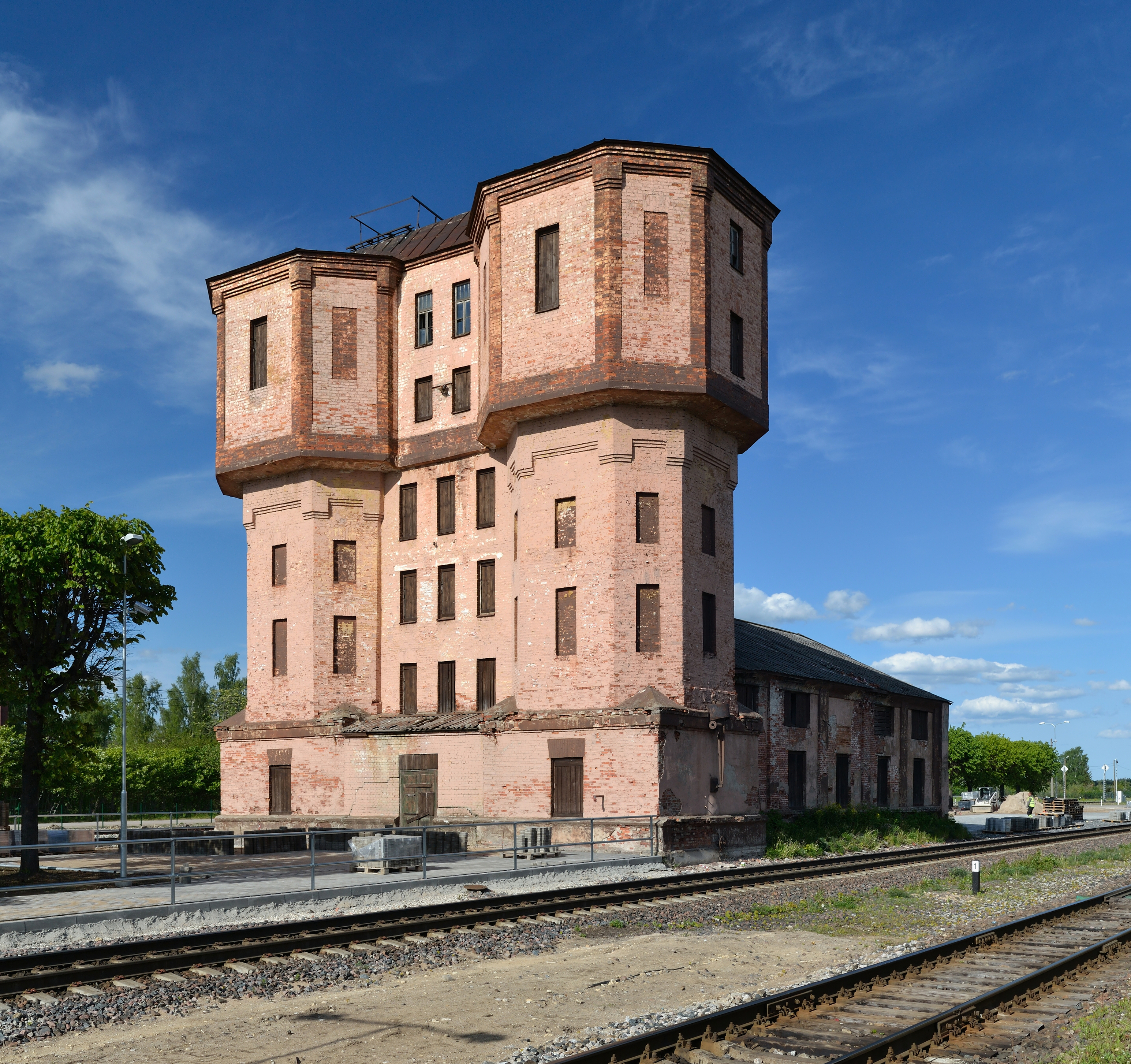
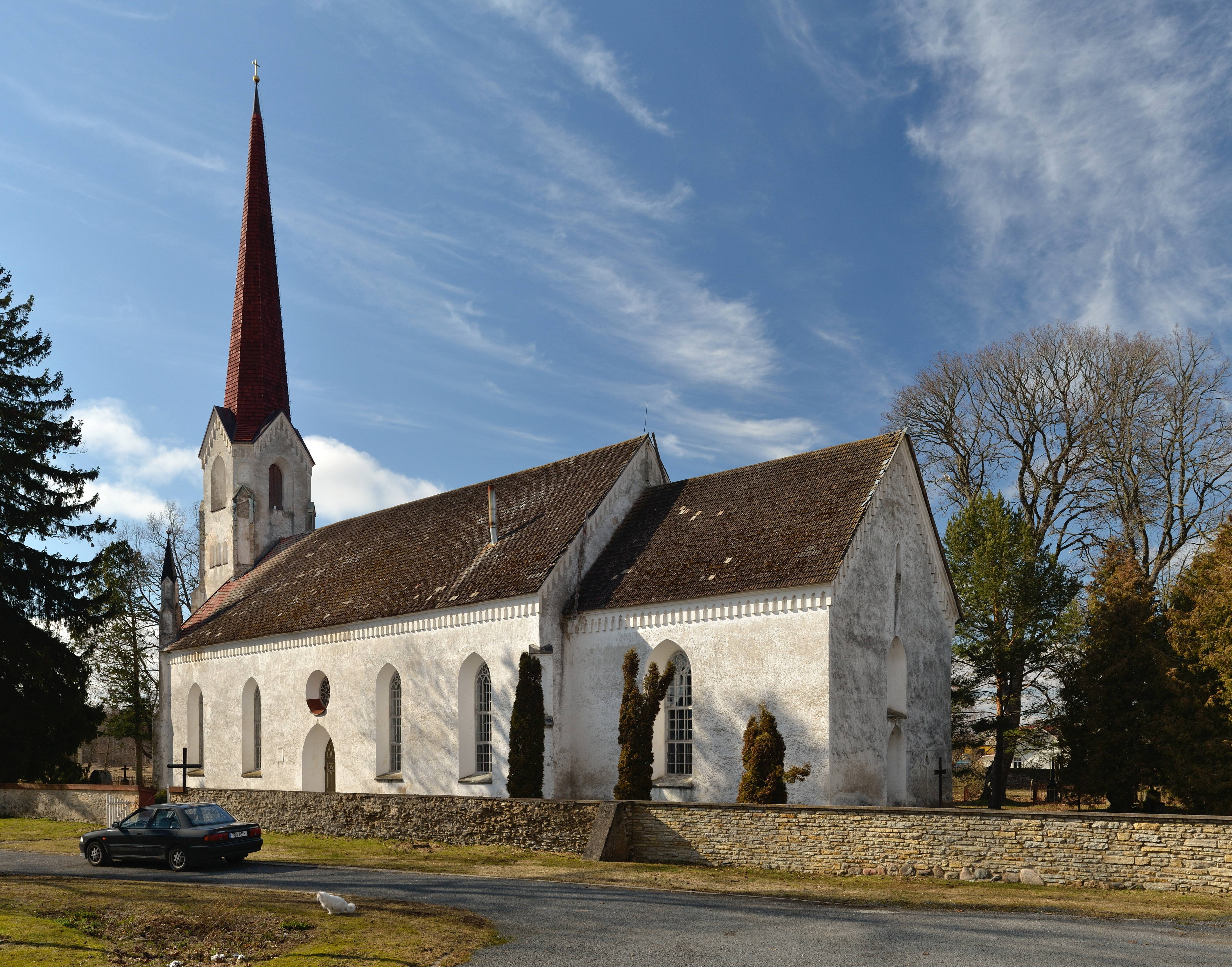

Municipis urbans:
- Rakvere ciutat

Municipis rurals:
- Haljala
- Kadrina
- Rakvere
- Tapa
- Väike-Maarja
- Vinni
- Viru-Nigula